# La familia perfecta
La familia perfecta és una pel·lícula espanyola còmica de 2021 dirigida per Arantxa Echevarría i protagonitzada per Belén Rueda, José Coronado, Carolina Yuste, Gonzalo de Castro, Gonzalo Ramos i Pepa Aniorte.

## Sinopsi
Lucía (Belén Rueda) creu portar una vida modèlica i tenir-ho tot sota control. Des que es va casar va bolcar tots els seus esforços en la cura de la seva família fins a aconseguir el que per a ella és l'ideal d'una família perfecta. No obstant això, tot comença a esfondrar-se el dia que apareix Sara (Carolina Yuste), la núvia del seu fill: una noia jove, lliure i desllenguada, i amb ella una família política molt diferent de la idea que Lucía sempre va somiar per al seu fill. A partir d'aquest moment, Lucía descobrirà que la família perfecta no era exactament el que ella pensava.

## Repartiment
- Belén Rueda com Lucía
- José Coronado com Miguel
- Gonzalo de Castro com Ernesto
- Pepa Aniorte com Amparo
- Carolina Yuste com Sara
- Gonzalo Ramos com Pablo
- Lalo Tenorio com Toni
- Jesús Vidal com Don Custodio
- María Hervás com Olmedo
- Huichi Chiu com Trini
- Belén Fabra como Gloria
- Israel Elejalde com Conductor
- Lola Marceli com Victoria
- Lucía Delgado com Fabiola
- Pepe Ocio com Miguel Ángel
- Mala Rodríguez com ella mateixa

## Producció
La pel·lícula és el segon llargmetratge de Arantxa Echevarría, després de la premiada Carmen y Lola (2018). La cineasta i el seu equip van tenir clars als actors que interpretarien a Lucía (Belén Rueda), Miguel (José Coronado) i Sara (Carolina Yuste) des del primer moment, amb tan sols llegir el guió. El rodatge va començar al setembre de 2020 i es va allargar durant set setmanes, concloent a Madrid a l'octubre del mateix any. La pel·lícula es va estrenar en cinemes el 3 de desembre de 2021.
El guió va ser escrit per Olatz Arroyo. Produïda per Lazona Producciones, Atresmedia Cine i The Snake Films AIE, amb la participació d'Atresmedia i Canal Cosmopolitan Iberia i el finançament de l'ICAA, es va rodar l'any 2020 en exteriors de Madrid, Rascafría, Guadarrama i Brihuega.

## Recepció
En la ressenya de Cinemanía, Rubén Romero Santos va donar a la pel·lícula 3 de 5 estrelles, considerant que, malgrat algunes llicències argumentals, és una "comèdia estimable sobre l'empoderament femení" amb l'avantatge d'una steadycam gestionada amb una "virtuositat" inusual en aquest tipus de pel·lícules.
Raquel Hernández Luján de HobbyConsolas li va donar 72 de 100 punts, considerant que es tracta d'una "pel·lícula divertida", elogiant l'evolució del personatge de Belén Rueda, alhora que considera que alguns personatges secundaris podrien haver estat eliminats.
A El Periódico de Catalunya, Beatriz Martínez va valorar la pel·lícula amb 3 estrelles sobre 5, considerant-la un producte mainstream "competent" que, malgrat els llocs comuns i els tòpics argumentals, està dotat d'una sensibilitat eliminada de convencionalismes a l'hora d'apropar-se als personatges, especialment als femenins.
Miguel Anxo Fernández de La Voz de Galicia va destacar l'actuació de Rueda, i va escriure també que la pel·lícula confirma la directora Arantxa Echevarría com un valor consolidat, alhora que va assenyalar que la comèdia presenta una tendència a l'absurd que pot desanimar els espectadors en determinats moments, raonant que un grau de "contenció" hauria beneficiat la pel·lícula.